# Xavante

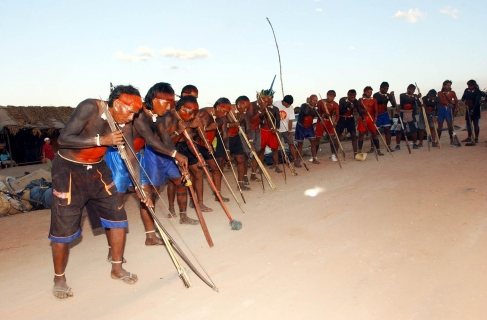
Xavantes (Marãiwatsédé) feiern die Rückgabe ihres Landes

Die Xavante (auch Shavante, Chavante, Xavántes, Akuen, A'uwe, Akwe, Awen oder Akwen) sind ein in Brasilien ansässiges indigenes Volk. Sie leben im Osten des Bundesstaates Mato Grosso und haben im Jahr 2010 15.315 Angehörige (Funasa), die sich auf zehn Indianerterritorien verteilen. Sie sprechen die Xavante-Sprache (ISO 639-3: xav), die zur Familie der Gé oder Jé Sprachen gehört.

## Geschichte
Sie wurden im 17. Jahrhundert versklavt, nachdem sie versuchten, die Kontaktaufnahme zu den Weißen zu verhindern. Nach einer temporären Koexistenz zogen sie sich im 19. Jahrhundert von Goiás nach Mato Grosso hinter den Rio das Mortes zurück. Dort wurden sie in den 1930ern wiederentdeckt. Von 1946 bis 1957 wurden sie unter den Präsidenten Eurico Gaspar Dutra, Getúlio Dornelles Vargas, João Café Filho, Carlos Coimbra da Luz, Nereu Ramos und Juscelino Kubitschek in das 1970 von Präsident Emílio Garrastazu Médici aufgelegte „Nationale Integrationsprogramm“ gezwungen und dort durch Massaker und Krankheiten stark dezimiert. Wegen ihrer Geschichte sind sie Weißen gegenüber sehr misstrauisch. Noch heute sind sie äußerst vorsichtig im Umgang mit nicht-Xavante, die sie „waradzu“ nennen.
Die Xavante haben den Ruf, sehr aggressiv und stolz zu sein. Doch ihr berühmtestes Attribut ist ihre dualistische Sozialstruktur. Es existieren zwei Clans, die Âwawẽ und die Po'reza'õno. Heirat innerhalb eines Clans ist verboten. Ein Beispiel für die Beziehungen der beiden Clans sind die traditionellen Baumstammrennen, in denen es darum geht, 80 Kilogramm schwere Palmen-Stümpfe an einen bestimmten Ort zu befördern.
Die Xavante sind auch für ihre komplizierten Initiationsriten für junge Männer bekannt. Den angehenden Männern werden im Alter von 14 Jahren kleine Holzstöcke durch die Ohrläppchen gestochen. Diese Stöckchen werden bis zum Lebensende immer größer.

## Trivia
Die brasilianische Thrash-Metal-Band Sepultura widmete sich auf ihrem Album Roots aus dem Jahr 1996 der Musik der brasilianischen Ur-Einwohner, insbesondere der Xavante. Das Lied Itsári beinhaltet einen Zeremoniengesang der Xavante, die dabei von der Band musikalisch unterstützt werden. Als letztes Stück auf dem Album ist ein Hidden Track vorhanden, auf dem Mitglieder des Stammes und der Band ein circa 13-minütiges Werk vortragen.
Das von Embraer in Lizenz gebaute Kampfflugzeug Aermacchi MB-326GC wurde AT-26 Xavante genannt.